# Wario Land: Super Mario Land 3
Wario Land: Super Mario Land 3, conegut al Japó com a Super Mario Land 3: Wario Land (スーパーマリオランド3 ワリオランド, Sūpā Mario Rando Surī: Wario Rando), és un videojoc de plataformes desenvolupat i publicat per Nintendo per a la consola portàtil Game Boy. És la primera entrega de la sèrie de jocs protagonitzada per en Wario, la versió dolenta i avariciosa d'en Mario, i una seqüela del joc de 1992 Super Mario Land 2: 6 Golden Coins.
Wario Land va rebre crítiques positives per la seva qualitat estètica i la seva durada, tot i que la seva dificultat els va sorprendre. Considerat un dels millors jocs de la Game Boy, va ser un dels més venuts durant el seu any de llançament i va vendre més de 5,1 milions de còpies arreu del món. Ha rebut cinc seqüeles sota la sèrie Wario Land i diversos títols relacionats protagonitzats pel personatge, i ha sortit per a la Consola Virtual de Nintendo 3DS.

## Jugabilitat
Wario Land és considerablement diferent en quant a jugabilitat comparat amb els dos jocs anteriors de la sèrie Super Mario Land. El joc té lloc en una ruta a través de diverses zones temàtiques, que es divideixen en múltiples nivells, que acaben en una batalla contra un cap. En Wario pot saltar o xocar contra els enemics per derrotar-los. Els enemics derrotats poden ser aixecats i llençats contra d'altres.
En Wario pot adoptar sis formes o transformacions en aquest joc, gràcies a diferents ítems com un tros d'all o diferents cascs:
- Wario petit, després de rebre un impacte d'un enemic està completament indefens fins que no aconsegueixi un ítem o acabi el nivell, i pot perdre la vida i les monedes recollides.
- Wario normal, pot agafar embranzida i empentar enemics, trencar blocs i obrir cofres.
- Wario toro, augmenta la capacitat d'atac i de l'embranzida, i permet enganxar-se al sostre i fer "cops de cul" per crear un terratrèmol que atordeix enemics i trenca blocs.
- Wario jet, fa que en Wario corri més, que pugui volar horitzontalment, i que pugui fer atacs amb embranzida sota l'aigua.
- Wario drac, permet escupir flamarades sobre terra i sota l'aigua, destruint enemics i blocs que hi entrin en contacte, i inhabilita l'atac amb embranzida.
- Si en Wario agafa una superestrella, es pot fer invencible temporalment.

A diferència de com funciona a la sèrie Super Mario, on les monedes típicament es fan servir per guanyar vides extra, aquí s'utilitzen —en grups de 10— per a comprar punts de control (checkpoints) o obrir sortides de nivell. Les vides extra es guanyen recollint 100 punts de cor, que poden treure's d'enemics o d'ítems en forma de cor. Al final de cada món, el jugador pot decidir si vol apostar les monedes recollides o gastar-se-les per guanyar més punts de cor.
Alguns nivells tenen una cambra del tresor amagada, tancada amb clau que s'ha de trobar pel nivell i portar a la mà a on toqui, impedint l'ús d'habilitats de transformacions. Quan s'acaba el joc, cada tresor adquirit pot bescanviar-se per una quantitat de monedes. L'últim tresor valuós val la quantitat de monedes que el jugador aconseguiria en total durant tot el joc. El final del joc varia segons la quantitat de monedes que es tenen.

## Argument
Després d'haver estat expulsat del castell d'en Mario en l'anterior joc, en Wario decideix que vol el seu propi castell, un encara més gros i impressionant que el del seu rival. Per assolir el seu ambiciós objectiu, viatja a l'illa Kitchen, on els pirates Brown Sugar tenen tot de tresors i monedes amagades, inclosa una estàtua daurada de la Princesa Peach, robada del Regne Xampinyó. En Wario intenta obtenir l'estàtua i vendre-se-la a en Mario pel preu d'un castell. Després d'explorar l'illa, de robar-los els tresors als pirates i d'infiltrar-se al seu castell Syrup, en Wario s'enfronta a la seva líder, la Capitana Syrup. Ella invoca un geni perquè destrueixi en Wario, però ell derrota el geni i la Syrup destrueix el castell amb una gran bomba quan escapa. Llavors és quan apareix el tresor més gran dels pirates, l'estàtua, però en Mario apareix (l'única aparició que fa en tot el joc la fa al final) amb un helicòpter, li dona les gràcies a en Wario i s'emporta el tresor davant dels seus ulls.

## Llegat
Wario Land, la seqüela de Super Mario Land 2: 6 Golden Coins, va ser dissenyada per ampliar l'univers Mario i donar-li el rol de protagonista a en Wario. Wario Land va obtenir cinc seqüeles: Virtual Boy Wario Land, Wario Land II, Wario Land 3, Wario Land 4 i Wario Land: The Shake Dimension. Han sortit altres títols sota la marca Wario, com Wario World, Wario: Master of Disguise i la sèrie WarioWare. Alguns jocs de la saga Mario han fet picades d'ullet discretes en forma de referències a Wario Land; per exemple, a Mario Kart 7, la música d'un dels circuits fa servir part de la música del primer nivell.